# Hulk (film)
Hulk je americký akční film z roku 2003, který natočil Ang Lee podle komiksových příběhů o Hulkovi. Titulní postavu ztvárnil Eric Bana. Do amerických kin byl film, jehož rozpočet činil 137 milionů dolarů, uveden 20. června 2003, přičemž celosvětově utržil 245 360 480 dolarů. O pět let později byl natočen reboot Neuvěřitelný Hulk, který je součástí filmové série Marvel Cinematic Universe.

## Příběh
Genetik Bruce Krenzler pracuje se svou kolegyní a bývalou přítelkyní Betty Rossovou na výzkumu nanomedů, které mají po nízké dávce záření gama opravovat buňky. V laboratoři však dojde k nehodě, při které je Bruce vystaven značnému množství gama radiace. Nedlouho poté zjistí, že kvůli tomuto incidentu se změní ve velké zelené monstrum, kdykoliv se rozzuří. Setká se se svým biologickým otcem Davidem Bannerem, který v 60. letech prováděl na sobě tajné vojenské pokusy a který byl dlouho armádou zadržován. Po Bruceovi však jde i generál Thaddeus Ross, otec Betty, který kdysi vedl Davidův výzkum.

## Obsazení
- Eric Bana jako Bruce Krenzler / Bruce Banner / Hulk
- Jennifer Connelly jako Betty Rossová
- Sam Elliott jako generál Thunderbolt Ross
- Josh Lucas jako major Glenn Talbot
- Nick Nolte jako David Banner